# 브로드캐스트 주소
브로드캐스트 주소(Broadcast address, 브로드캐스트 어드레스)는 다중 접근 통신망에 연결된 모든 장치로 전송하는 데 사용되는 네트워크 주소이다. 브로드캐스트 주소로 전송된 메시지는 네트워크에 연결된 모든 호스트에 의해 수신될 수 있다.
이와 대조적으로, 멀티캐스트 주소는 특정 장치 그룹에 주소를 지정하는 데 사용되며, 유니캐스트 주소는 단일 장치에 주소를 지정하는 데 사용된다.
네트워크 계층 통신의 경우, 브로드캐스트 주소는 특정 IP 주소일 수 있다. 이더넷 네트워크의 데이터 링크 계층에서는 특정 MAC 주소이다.

## IP 네트워킹
인터넷 프로토콜 버전 4(IPv4) 네트워크에서 브로드캐스트 주소는 IP 주소의 호스트 식별 부분에 있는 특수 값이다. 모든 1의 값은 브로드캐스트를 지원하는 네트워크의 표준 브로드캐스트 주소로 설정되었다. 모든 1의 주소를 사용하는 이 방법은 1982년 R. 거위츠와 R. 힌덴에 의해 처음 제안되었다. 이후 부분망과 클래스 없는 도메인 간 라우팅이 도입되면서 약간 변경되어, 모든 1의 값은 로컬 브로드캐스트 주소가 되고 각 부분망의 모든 1의 호스트 주소는 해당 부분망의 지정 브로드캐스트 주소가 된다.
모든 IPv4 호스트의 지정 브로드캐스트 주소는 부분망 마스크의 비트 보수 (비트 단위 NOT)를 취한 다음 호스트 IP 주소와 비트 단위 OR 연산을 수행하여 얻을 수 있다. 이 과정의 단축키(0과 1 비트 배치만 사용하는 일반적인 마스크의 경우)는 단순히 호스트 IP 주소를 취하고 주소의 호스트 식별자 부분에 있는 모든 비트(부분망 마스크에 0을 포함하는 모든 비트 위치)를 1로 설정하는 것이다.
아래 예시에서 볼 수 있듯이, 부분망 마스크가 255.240.0.0인 사설 IP 주소 공간 172.16.0.0/12를 사용하는 전체 IPv4 부분망으로 패킷을 전송하기 위한 지정 브로드캐스트 주소를 계산하기 위해, 브로드캐스트 주소는 172.16.0.0을 0.15.255.255와 비트 단위 OR하여 172.31.255.255로 계산된다. 지정 브로드캐스트는 항상 부분망 내에서 작동하지만, 보안상의 이유로 많은 라우터는 기본적으로 이러한 포워딩을 비활성화한다.
| 172.16.0.0/12의 네트워크 IP 주소 분석 | 이진 형식                           | 점선 표기법    |
| --- | ----------------------------------- | -------------- |
| 아래 굵은 글씨는 IP 주소의 호스트 부분(접미사)을 나타내며, 네트워크 주소 접두사는 그 왼쪽에 굵은 글씨가 아닌 비트이다. 브로드캐스트 주소를 얻으려면 호스트 비트를 모두 1로 설정하고, 네트워크 주소 접두사 비트는 그대로 유지한다. |                                     |                |
| 1. 네트워크 IP 주소 | 10101100.00010000.00000000.00000000 | 172.16.0.0     |
| 2. 부분망 마스크 (이 경우 IP 주소의 /12는 여기에 표시된 것처럼 왼쪽 12비트만 1임을 의미한다. 이는 왼쪽 12비트를 네트워크 주소(접두사)에, 오른쪽 32 - 12 = 20비트를 호스트 주소(접미사)에 예약한다.)                               | 11111111.11110000.00000000.00000000 | 255.240.0.0    |
| 3. 부분망 마스크의 비트 보수 (비트 단위 NOT) | 00000000.00001111.11111111.11111111 | 0.15.255.255   |
| 4. 브로드캐스트 주소 (1. 네트워크 IP 주소와 3. 부분망 마스크의 비트 보수의 비트 단위 OR. 이는 브로드캐스트 주소를 주어진 네트워크 주소에 대해 가능한 가장 큰 IP 주소(및 호스트 주소, 호스트 주소 부분이 모두 1이므로)로 만든다.)  | 10101100.00011111.11111111.11111111 | 172.31.255.255 |

IP 주소 255.255.255.255에 대한 특별한 정의가 존재한다. 이것은 제로 네트워크 또는 0.0.0.0의 브로드캐스트 주소이며, 인터넷 프로토콜 표준에서 이 네트워크, 즉 로컬 네트워크를 의미한다. 이 주소로의 전송은 정의상 제한되어 있으며, 로컬 네트워크를 다른 네트워크에 연결하는 라우터에 의해 절대 전달되지 않는다.
IP 브로드캐스트는 BOOTP 및 DHCP 클라이언트가 각 서버를 찾고 요청을 보내는 데 사용된다.
인터넷 프로토콜 버전 6(IPv6)은 이러한 브로드캐스트 방식을 구현하지 않으므로 브로드캐스트 주소를 정의하지 않는다. 대신 IPv6는 모든 호스트 멀티캐스트 그룹에 멀티캐스트 주소를 사용한다. 그러나 모든 호스트 주소를 사용하도록 정의된 IPv6 프로토콜은 없으며, 대신 특정 링크-로컬 멀티캐스트 주소에서 송수신한다. 이로 인해 네트워크 호스트가 멀티캐스트 주소를 기반으로 트래픽을 필터링할 수 있고 모든 브로드캐스트 또는 모든 호스트 멀티캐스트를 처리할 필요가 없으므로 효율성이 높아진다.

## 이더넷
브로드캐스트는 이더넷 네트워크의 하위 데이터 링크 계층에서도 가능하다. 프레임이 MAC 주소 틀:MACaddr로 지정되면 주어진 LAN 세그먼트의 모든 컴퓨터에 도달하도록 주소가 지정된다. IP 브로드캐스트 패키지를 포함하는 이더넷 프레임은 일반적으로 이 주소로 전송된다.
이더넷 브로드캐스트는 특히 주소 결정 프로토콜에 의해 IP 주소를 MAC 주소로 확인하는 데 사용된다.

## IPX 네트워킹
인터네트워크 패킷 교환 (IPX)은 브로드캐스트를 허용한다. 네트워크 번호가 FFFFFFFF인 패킷은 사용 가능한 모든 네트워크로 전송된다. 노드 번호가 FFFFFFFFFFFF로 지정되면 패킷은 네트워크의 모든 호스트가 수신하도록 의도된 것이다.

## 애플토크
애플토크 프로토콜은 브로드캐스트를 허용한다. 노드 ID가 255로 지정되면 패킷은 사용 가능한 모든 네트워크로 전송된다.

## 같이 보기
- 기본 게이트웨이
- UDP Helper Address, 서브넷 경계를 넘어 브로드캐스트 네트워크 트래픽을 전달하는 라우터 구성